# Андре Берто
Андре Берто (англ. Andre Berto; нар. 7 вересня 1983, Вінтер-Гейвен) — американський професійний боксер, чемпіон світу за версіями IBF (2011) та WBC (2008 — 2011) в напівсередній вазі, призер чемпіонату світу серед аматорів.

## Аматорська кар'єра
Андре Берто — син іммігрантів з Гаїті.
Андре Берто двічі був чемпіоном молодіжного турніру Золоті рукавички і тричі призером чемпіонату США серед аматорів.
На чемпіонаті світу 2003 у складі збірної США завоював бронзову медаль.
- В 1/16 фіналу переміг Роландаса Ясявичюса (Литва) — 29-22
- В 1/8 фіналу переміг Вадима Мязга (Білорусь) — RSCO 3
- У чвертьфіналі переміг Даррена Баркера (Англія) — 24-22
- У півфіналі програв Лоренсо Арагону (Куба) — 15-25

На Олімпійських іграх 2004 у складі збірної Гаїті в першому бою програв Хав'єру Ноелю (Франція).

## Професіональна кар'єра
Після Олімпіади Берто перейшов до професійного боксу.
21 квітня 2008 року, здобувши дострокову перемогу над Мігелем Ангелом Родрігесом (Мексика), завоював вакантний титул чемпіона світу за версією WBC в напівсередній вазі. Провів п'ять вдалих захистів титула. 16 квітня 2011 року втратив пояс чемпіона, програвши одностайним рішенням суддів бій проти американця Віктора Ортіса. Бій, у якому обидва побували по два рази у нокдауні, був відзначений журналом The Ring як *бій року*.
Вже 3 вересня 2011 Андре Берто знов заволодів чемпіонським титулом тепер за версією IBF, достроково у п'ятому раунді здолавши діючого чемпіона словенця Яна Завека. Берто відмовився від захисту титулу IBF, щоб мати можливість зустрітися в реванші з Віктором Ортісом, але запланований на 11 лютого 2012 року бій спочатку перенесли через травму Берто, а потім взагалі відмінили, коли Берто провалив допінг-тест.
13 березня 2015 року Андре Берто здобув перемогу технічним нокаутом над американцем Хосесіто Лопесом і заволодів титулом «тимчасового» чемпіона WBA в напівсередній вазі. В наступному поєдинку 12 вересня 2015 року Берто зустрівся в бою за титули чемпіона світу за версіями WBA та WBC в напівсередній вазі з непереможним американцем Флойдом Мейвезером. Мейвезер швидко визначив, де у захисті Берто є дірки, і, комфортно почуваючись впродовж усього поєдинку, переміг одностайним рішенням суддів, після чого оголосив про завершення кар'єри. Берто провів ще три боя, але більше у титульних поєдинках не виступав.